# Laguna Loa Airport
Laguna Loa Airport är en flygplats i Bolivia.   Den ligger i departementet Beni, i den nordvästra delen av landet, 600 km norr om huvudstaden Sucre. Laguna Loa Airport ligger 168 meter över havet.
Terrängen runt Laguna Loa Airport är mycket platt. Runt Laguna Loa Airport är det mycket glesbefolkat, med 2 invånare per kvadratkilometer.. Närmaste större samhälle är Santa Rosa, 16,3 km nordväst om Laguna Loa Airport.
Omgivningarna runt Laguna Loa Airport är huvudsakligen savann.